# Eileen Gray
Eileen Gray (Enniscorthy, comtat de Wexford, 9 d'agost del 1878 – París, 31 d'octubre del 1976) va ser una artista de la laca, dissenyadora de mobles, d'interiors i arquitecta irlandesa, ben coneguda per incorporar el treball de la laca amb luxe, del moviment artístic De Stijl. Va ser una de les primeres dones reconegudes internacionalment en l'activitat del disseny industrial.
Dos dels seus projectes arquitectònics han estat considerats oficialment com a monuments històrics. La vil·la «Tempe a Pailla» –un espai multiusos dissenyat per poder viure i treballar ella mateixa, a la localitat francesa de Castellar–, classificada el 1990, i «E 1207» –una residència d'estiu per compartir amb Jean Badovici, a la vora del mar, al sud de França, a prop de Mònaco– des de l'any 2000. També ha estat reconegut el seu treball com a dissenyadora a la vil·la «Marie-Laure-de-Noailles», on va treballar al costat de Robert Mallet-Stevens i Pierre Chareau.

## Biografia
Kathleen Eileen Moray neix a la casa familiar (Brownswood), a Enniscorthy (comtat de Wexford), Irlanda, l'agost del 1878. La seva família li va canviar el nom pel de Gray el 1893, després que la seva mare, Lady Eveleen Pounden, heretés un títol de noblesa d'un oncle seu escocès, i es convertís en la baronessa Gray. Com que era la més jove de cinc germans, Eileen va passar la infància entre les diverses cases familiars a Irlanda i la residència de Londres. Va heretar de la seva mare l'interès i el bon gust per la decoració, així com l'esperit d'aventura del seu pare, el pintor James Maclaren Smith, a qui va acompanyar en diversos viatges a Itàlia, Alemanya o Suïssa.

### Educació

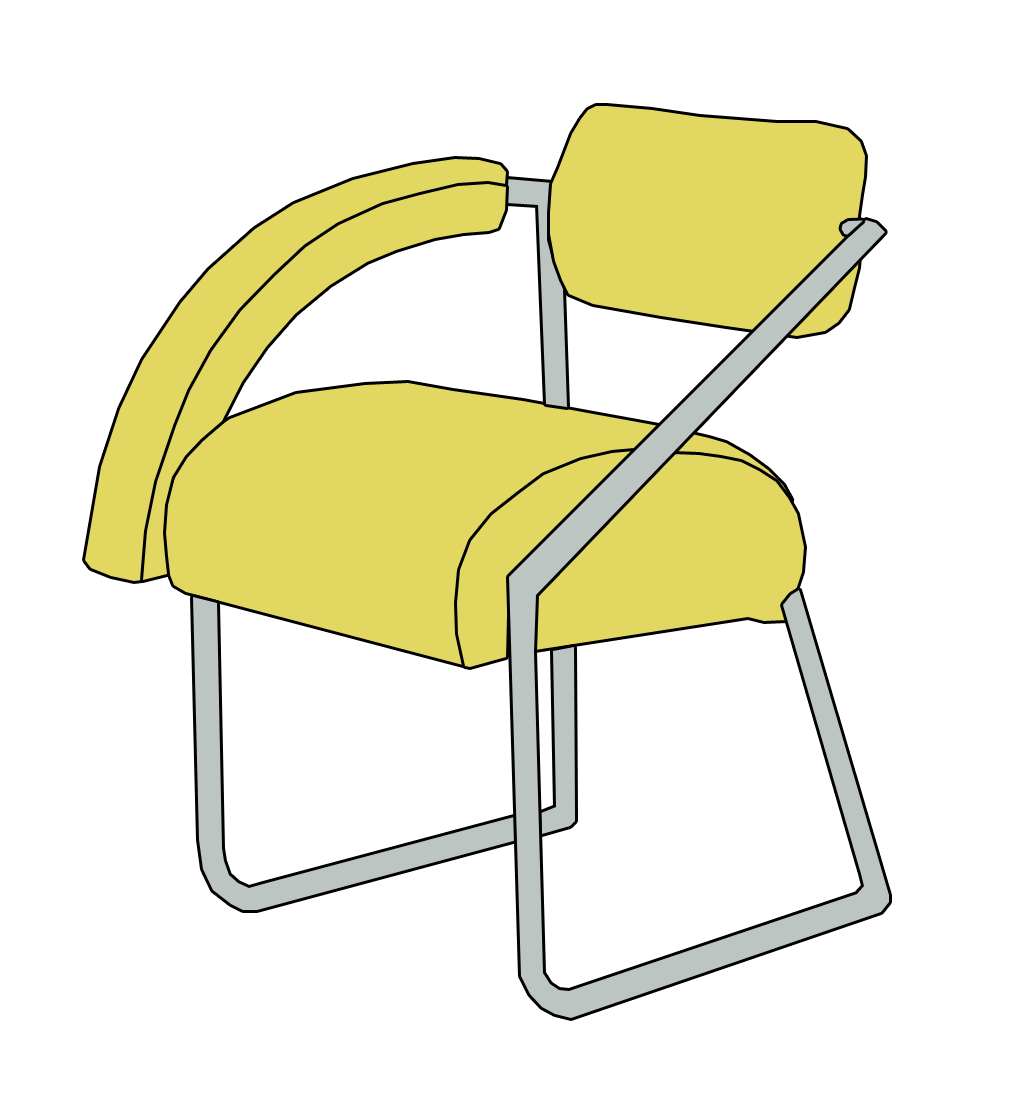
Cadira Non Conformiste per Eileen Gray

Igual que moltes dones de la seva classe social, Gray va rebre una educació formal; i a part dels períodes intermitents d'estudi en un internat a Dresden, Alemanya, va ser educada des del principi per institutrius. Va fer la seva primera visita a París el 1900, en acompanyar la seva mare a l'Exposició Universal. L'any següent, 1901, es va matricular en dibuix en la Slade School of Fine Art de Londres, i durant les visites que realitzava al Museu Victoria and Albert va desenvolupar la seva admiració pels treballs asiàtics de la laca. Aquest període d'aprenentatge li va servir per a independitzar-se de la seva família, decisió que es va veure precipitada a causa d'una sèrie de modificacions a la casa familiar d'Enniscorthy el 1885, transformada en una mansió d'estil victorià, canvi que va desagradar per complet a Eileen.
El 1902, es va establir temporalment a París per continuar els estudis de dibuix a l'Académie Colarossi, juntament amb les seves amigues Bruce Kathleen i Jesse Gavin. Les tres van ocupar una pensió al carrer Barras, 7, a la vora de Montparnasse. Aviat, van ser transferides a l'Académie Julian al carrer del Dragó, on l'ensenyament anava directament enfocat a la preparació dels estudiants per a ingressar a l'École des Beaux-Arts (Escola de Belles Arts). Durant aquest temps, Gray també va realitzar cursos d'estiu a Caudebec-en-Caux (Normandia), a càrrec de la pintora neozelandesa Frances Hodgkin. El 1905, torna a Londres a causa de la malaltia de sa mare i continua els estudis a la mateixa Slade School of Art.

## Residència a París
Es va establir definitivament a París l'any 1906, en un apartament del carrer Bonaparte -a prop de l'abadia de Saint-Germain-des-Prés-, que va ocupar la resta de la seva vida. Durant el mateix any, començarien les relacions entre ella i el mestre de la laca japonès, Seizo Sugawara.
Entre 1909 i 1912, visita diversos llocs, primer el nord d'Àfrica, on aprèn sobre les artistes marroquines de l'art del teixit, sobretot de la llana. Més tard, va viatjar a Amèrica; prengué el tren de Nova York a San Francisco, i feu escala al Gran Canyó i les muntanyes Rocoses, Monterey, Califòrnia i Seattle, llocs d'obligatòria visita per a Gray. Va celebrar la seva primera exposició l'any 1913: mostrà alguns plafons decoratius al Saló des Artistes Décorateurs.

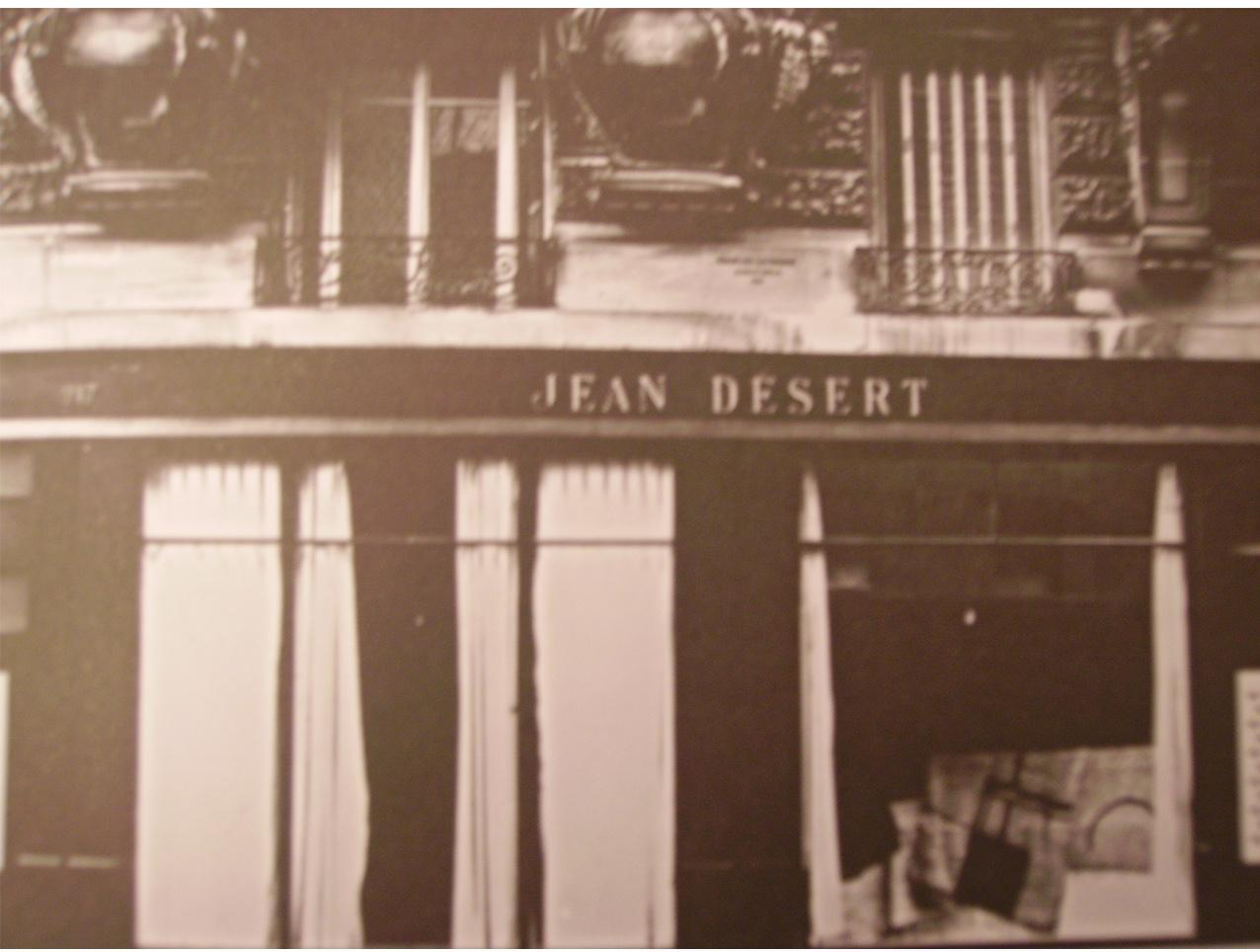
Botiga «Jean Désert» a París

En esclatar la Primera Guerra Mundial, Eileen condueix una ambulància a París durant els primers mesos del 1915. Va tornar a Londres amb Sugawara, i obrí un estudi a Chelsea, per produir el seu mobiliari de disseny. Però no va ser fins al 1922 quan, després de guanyar-se la reputació com a primera artista europea del segle XX a adaptar les tradicionals tècniques asiàtiques sobre l'ús de la laca en el disseny, que Gray va decidir obrir una botiga de decoració, «Jéan Désert», on va mostrar les seves catifes i dissenys de mobiliari, amb l'ajut de l'arquitecte Jean Badovi, amb qui va mantenir una relació professional i íntima.
Va començar a projectar-se la seva pròpia casa d'estiueig als afores de Menton, a la vora de Castelar, que va estar acabada el 1934, i després d'això Gray va estar-se molt de temps al sud de França. Va llogar un apartament amb vistes al port de Sant Tropetz com a refugi dels dies d'estiu i les creixents multituds de la costa Blava. Malgrat l'augment de popularitat de la ciutat, va continuar visitant la zona en nombroses ocasions, i construí el seu darrer projecte, «Lóu Pérou» (1954-61), entre les vinyes de Chapelle-Ste-Anne, encara que París va continuar sent la seva principal residència.
Forçada a abandonar la costa francesa i exiliada durant la Segona Guerra Mundial, fuig a Lourmarin, al departament de Vaucluse. Allà dissenya una casa per a Jean Badovici per a un terreny adquirit a Casablanca. Mentrestant, la seva llar de Menton, «Tempe a Pailla», és saquejada i mig destruïda per les tropes alemanyes i els constants bombardejos de la zona. L'any 1945, Menton és alliberat i Gray torna a Castelar i, en trobar sa casa en penoses condicions, retorna a París. L'any 1972, la subhasta dels mobles de disseny del modista i col·leccionista Jaacques Doucet aconsegueix redescobrir l'obra d'Eileen Gray. Durant l'any següent, s'organitzen exposicions retrospectives sobre el treball de Gray pel Royal Institute of British Architects i per l'Architectual Leaque of New York. El 31 d'octubre del 1976, Eileen Gray mor a París als 98 anys; les seves cendres són enterrades al cementiri Père Lachaise.

## Influències

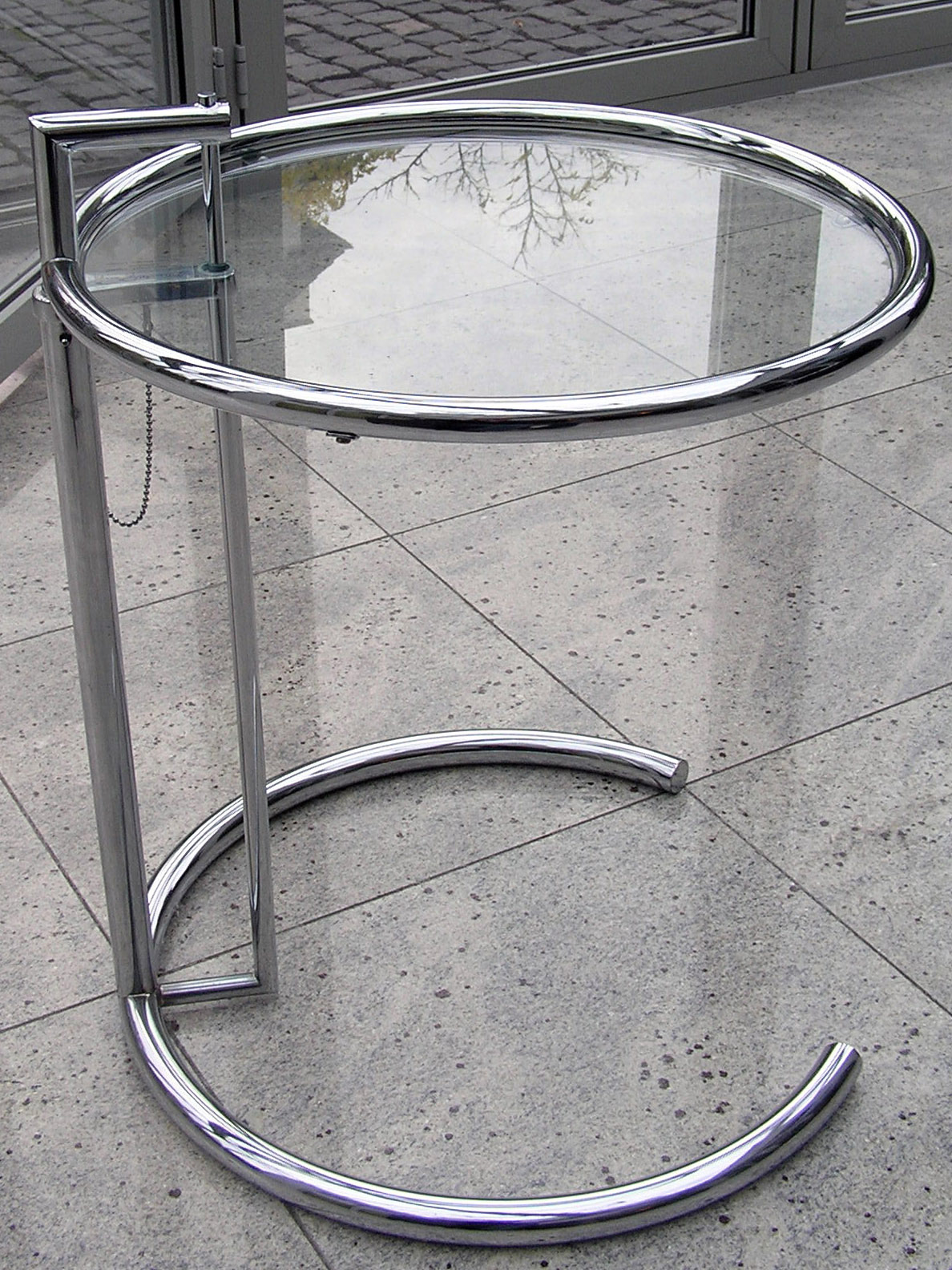
Taula E 1027, dissenyada per Gray

L'emigrant angloirlandesa va començar a experimentar directament amb l'arquitectura des del 1926, quan es va convertir en col·laboradora de l'arquitecte romanès Jean Badovici (1893-1956), que li va conferir tot el seu coneixement en la matèria. Únicament nou de les obres de Gray i renovacions d'interiors es van portar a terme, i quatre d'aquestes van ser atribuïdes a Badovici, donada la semblança d'estils, i encara el treball de Gray continua inspirant arquitectes i dissenyadors.
Més de 45 projectes es van trobar en el seu arxiu, molts dels quals només són representats per petits i simples esbossos o romanen formalment sense resoldre's. No va deixar testimoni sobre les seves reunions amb clients; sens dubte, fins al final de la seva vida, Gray va negar que hagués tingut cap client. D'altra banda, per als seus dissenys més coneguts, dues cases que va projectar per a Badovici i per a ella respectivament, Gray va fer elaborar presentacions aportant a més a més nombroses fotografies. Va mostrar les seves intencions en un diàleg amb Badovici que va publicar en un article de L'Architecture Vivante, amb referència a l'E.1027, la casa d'estiueig de Roquebrune, que va construir junt amb Badovici. Aquesta, junt amb el seu mobiliari, es van exhibir a París al Saló d'Automne i l'Union des Artistes Modernes (UAM), grup de dissenyadors del qual ella va ser membre fundadora. Le Corbusier va ser un fervent admirador de l'arquitectura de Gray. Però tot i el reconeixement dels seus contemporanis, actualment és una figura poc reivindicada des de la història i pràctica de la disciplina arquitectònica.
A causa de la seva extrema modèstia, Gray va romandre una mica allunyada dels seus contemporanis en les arts decoratives i arquitectura. En la indústria del disseny parisenca, va ser ben acollida per la seva producció d'articles moderns i vistosos per a una clientela pertanyent a l'elit social, dedicada tant a les demandes individuals de quantitats molt limitades, així com a les seves reproduccions per a producció massiva.

## Exposicions pòstumes

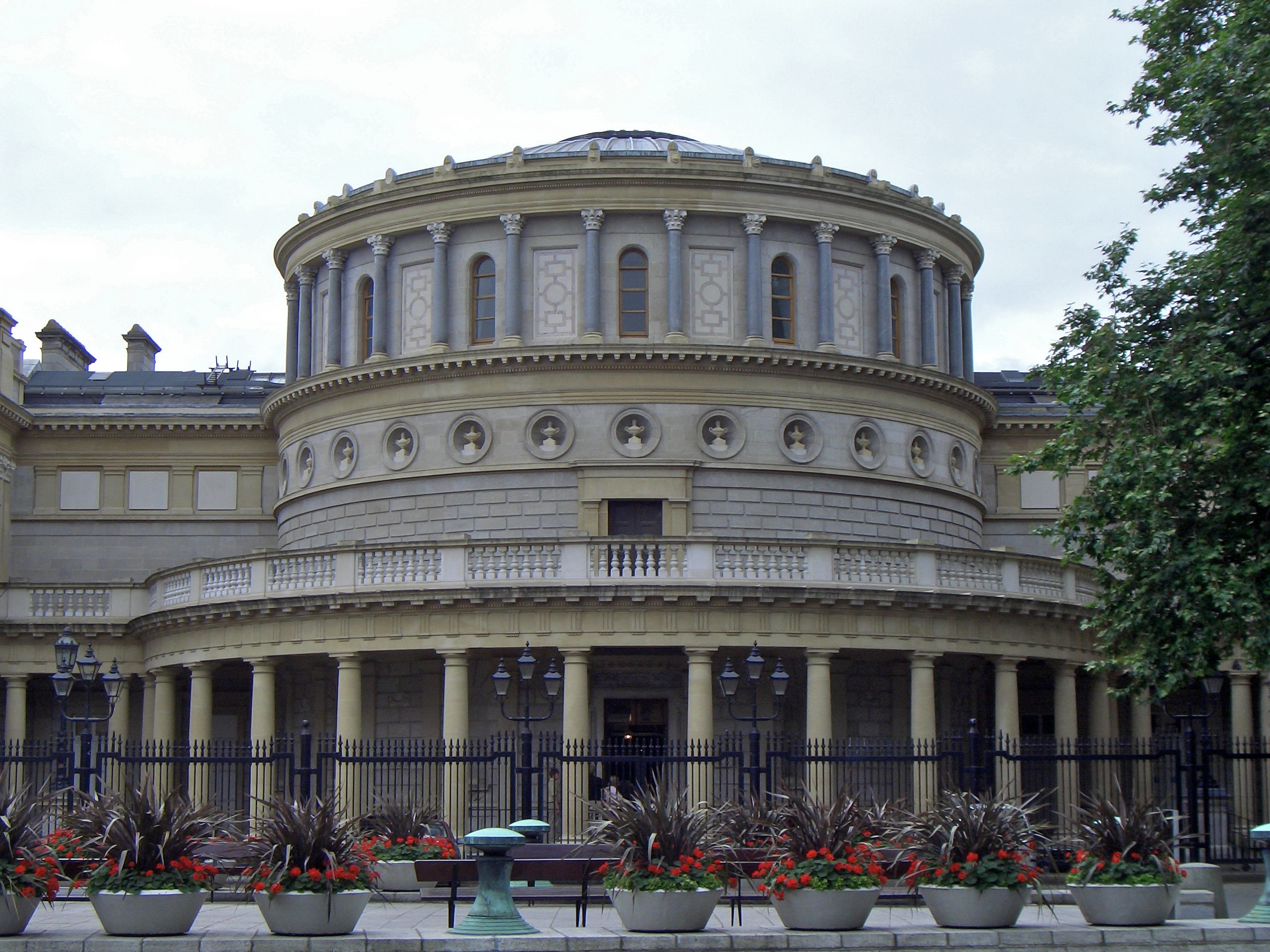
Museu Nacional d'Irlanda, on hi ha una exposició permanent de l'obra d'Eileen Gray

Després de la seva mort, l'obra d'Eileen Gray ha estat objecte d'exposicions pòstumes. Entre aquestes, destaquen:
- 1979, Eileen Gray Designer 1879-1976 presentada al Museu Victoria and Albert a Londres.
- 1980, La mateixa exposició al Museum of Modern Art de Nova York.
- 1994, Eileen Gray: An Architecte for all Senses, a Harvard Graduate Scholl of Desing a Cambridge.
- 1996, La mateixa exposició a Deutsches Architektur-Museum a Frankfurt del Main.
- 2007, Eileen Gray une Importante Collection de soixante Œuvres Originales sur Papier, seixanta projectes originals sobre paper (guaixos, collages i fotografies) realitzades entre 1918 i 1950. Galerie Historismus de París.

Exposicions permanents:
- 2002. Després de la compra dels seus arxius, exposició permanent al Museu Nacional d'Irlanda a Dublín.
- El Museu Victoria and Albert té dos plafons de l'època art déco.
- Al Centre Georges Pompidou, es mostra la butaca Transat.[16]
- Un parell d'obres estan exposades al Musée des Arts décoratifs de París.[17][18]

## Obres representatives

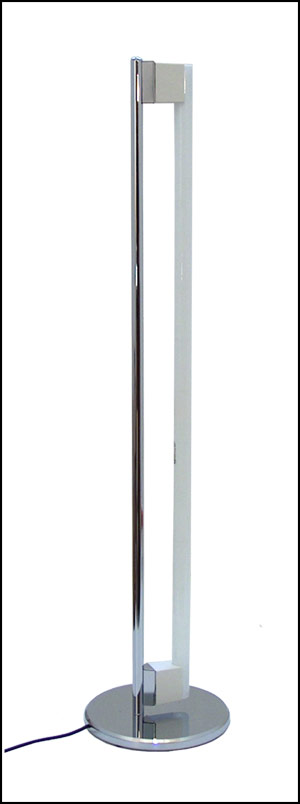
Tubelight, disseny de Gray

### Arquitectura
No es disposa d'una llista completa de les seves obres, ja que molts dels models i documentació gràfica van ser destruïts durant la Segona Guerra Mundial. Aquells dels quals se'n té constància són: 
- Apartament, rue de Lota (1919-24), París
- Casa de vacances (1921-24), Samois-sur-Seine
- Jéan Desert (1922), París
- Casa basada en la Villa Moissi d'Adolf Loos (projecte), (1923), sense especificar
- Projecte de casa per a un enginyer (1926)
- Casa de Battachon/Renaudin (1926-32), Vézelay
- Casa de Badovici (1927-31), Vézelay
- Casa per a un artista (1927-32), Vézelay
- Zervos House (1927-31), Vézelay
- E.1027 (amb Badovici), (1926-29), Roquebrune-Cap-Martin, Alps Marítims
- Apartament de Gray (1930), París
- Apartament de Badovici (1929-31), París
- «Tempe a Pailla» (1931-34), Castelar (Alps Marítims)
- Casa per a dos escultors (projecte), (1933-34), sense anomenar lloc
- Casa al Boulevard des Madeleines (projecte), (1930), Niça
- Centre de vacances i lleure (projecte), (1936-37), sense especificar
- Pavelló d'Exposicions (projecte), (1920-1937?), París
- Casa de platja (projecte), (1940), Casablanca
- Garatge a les Teuleries (projecte), (1940), París
- Lou Pérou, (1954-61), Saint-Tropez

### Disseny
El seu treball va combinar laca i fustes rares, abstracció geomètrica i adorns japonesos. Això va atreure l'atenció de Jacques Doucet, un colecccionista d'art que li va encarregar algunes peces i ella només va signar i va datar les creacions. Els seus dissenys interiors van generar molta lloança en la premsa.
- Llum satèl·lit (1919), apartament de la rue Bonaparte, París
- Cadira piragua (1920), apartament de la rue de Lota, París
- Transat Chair (1927-29), E.1027
- Tauleta de nit (1927-29), E.1027
- Mirall satèl·lit (1926-29), E.1027
- Pantalla metàl·lica perforada (1930-31), apartament de Badovici, París
- Tamboret (1934)
- Taula de cafè (1932), «Tempe a Pailla» Castelar (Alps Marítims)
- Armari ampliable (1932), «Tempe a Pailla» Castelar (Alps Marítims)